# Kiparísne
Kiparísne (en (ucraïnès): Кіпарисне) és un poble de la República Autònoma de Crimea a Ucraïna, que el 2014 tenia 434 habitants. Pertany al districte rural d'Aluixta.